# Система контроля переходов магистральных трубопроводов
Система контроля переходов магистральных трубопроводов (СКП21) — стационарная система для контроля технических параметров переходов магистральных трубопроводов через автомобильные и железные дороги. Разработана в России в 2004 г ООО "Газпромэнергодиагностика" по заданию ОАО "Газпром".

## История создания
Основные месторождения углеводородного сырья располагаются в районах, находящихся на значительной удалённости от основных потребителей. Значительная часть углеводородного сырья транспортируется по магистральным трубопроводам диаметром до 1420 мм. На пути следования магистральные трубопроводы пересекают авто- и железные дороги. Подобные пересечения называются переходами магистральных трубопроводов. Переходы магистральных трубопроводов являются одними из наиболее критичных с точки зрения безопасной эксплуатации в виду тяжести последствий возможных аварий, связанных с утечкой и последующим возгоранием взрывоопасной среды. Примером такой ситуации является железнодорожная катастрофа под Уфой, произошедшая 4 июня 1989 года, когда в результате повреждения продуктопровода и последующего возгорания погибло более 500 человек.
Опытно-конструкторские работы по разработке и созданию системы были поручены специализированному экспертно-диагностическому центру ООО «Газпромэнергодиагностика» и завершены в 2004 году. В 2009 году по итогам разработки и внедрения унифицированного ряда автоматизированных стационарных диагностических систем контроля параметров безопасности объектов нефтегазового комплекса коллективу авторов присуждена Премия Правительства Российской Федерации в области науки и техники.

## Эксплуатация
С 2004 года данными системами ведётся планомерное оснащение наиболее ответственных переходов магистральных газопроводов через автомобильные и железные дороги.
По состоянию на январь 2011 г. данными системами оснащено более 400 переходов магистральных трубопроводов через автомобильные и железные дороги в различных регионах России.

## Особенности системы
Система является полностью энергонезависимой и использует в своей работе энергию, получаемую от фотоэлектрических источников. Программно-математическое обеспечение системы осуществляет автоматическую классификацию технического состояния объекта по степени опасности. Передача информации от аппаратно-программных комплексов переходов в диспетчерский центр осуществляется по радиоканалу. Отображение информации осуществляется на графической мнемосхеме контролируемого объекта. Используемые операционные системы — FreeBSD 7 и OpenSUSE 11.3.